# 爱德华·布鲁克

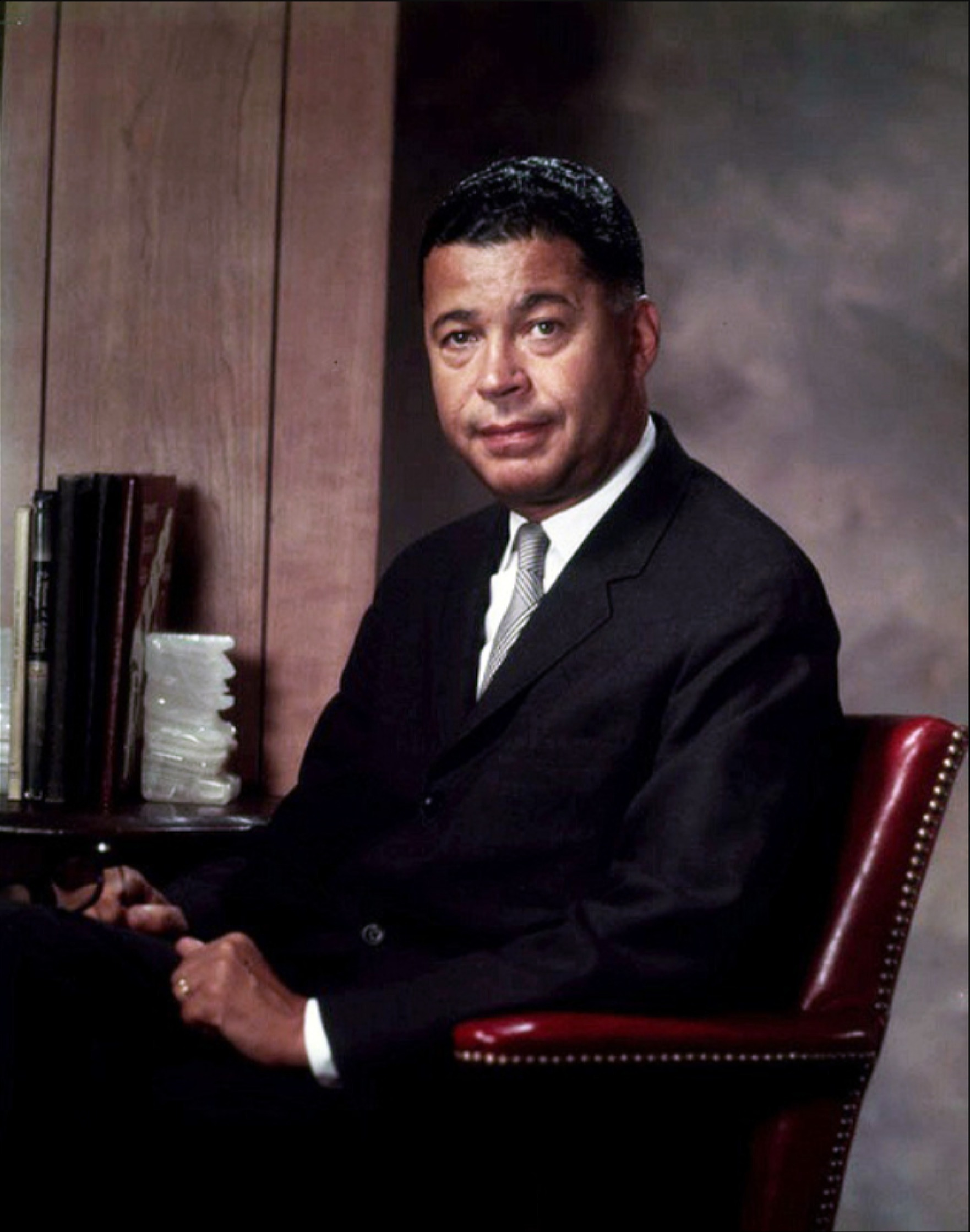
爱德华·布鲁克

爱德华·布鲁克（英語：Edward Brooke，1919年10月26日—2015年1月3日）美国共和党人。美国首位民选非洲裔参议员。

## 生平
作为持自由派立场的共和党候选人，布鲁克1966年赢得马萨诸塞州的参议员席位，随后于1972年连任。他是20世纪美国仅有的两位黑人参议员之一，也是美国南北内战结束后的第一位，当时的参议员由州议会任命而非民选。在布鲁克以后，仅有奥巴马于2004年进入联邦参议院。
布鲁克被看作是一位中立派。1974年当水门事件引发美国全国关注的时候，他是首批要求尼克松总统辞职的议员之一。他也因为对民权的关注而反对尼克松提名的两位最高法院大法官人选。布鲁克还被看作是一位共识的构筑者，他支持公平住房立法，也支持改善与中国的关系。1978年，他在争取第三任期的选举中失利。随后，布鲁克离婚纷争中的细节引起了全国性媒体的关注，他被迫承认在法庭作证时曾经有过不实的陈述。
2015年，布鲁克于佛罗里达州的家中去世，享年95岁。奥巴马总统在一份声明中称赞布鲁克“为公众服务的卓越人生”，他也对布鲁克务实的立法方式表示敬意。奥巴马说，布鲁克站在“民权和经济平等斗争的最前沿。”